# Elitsa Todorova
Elitsa Todorova (em búlgaro: Елица Тодорова) (Varna, Bulgária, 2 de Setembro de 1977) é uma musica búlgara, cantora folk e percussionista.